# Kent’s Cavern
Kent’s Cavern – jaskinia krasowa w  południowo-zachodniej Wielkiej Brytanii, w Anglii, na Półwyspie Kornwalijskim.
Kent’s Cavern charakteryzuje się obszernymi komorami połączonymi korytarzami oraz bogatą szatą naciekową.
Kent’s Cavern jest ważnym stanowiskiem archeologicznym oraz antropologicznym.
Jaskinia została udostępniona dla turystów na długości 370 m.